# Legall de Kermeur
Legall de Kermeur nebo také François Antoine de Kermur Sire de Legal (4. září 1702, Versailles – 1792, pravděpodobně Paříž) byl francouzský šlechtic a šachový mistr, považovaný kolem roku 1730 za nejsilnějšího hráče světa.
Legall de Kermeur působil jako profesionální šachista v kavárně Café de la Régence (měl zde povinnost hrát s každým, kdo si to přál) a byl jedním z prvních šachových učitelů F. A. D. Philidora. S jeho jménem je spojena slavná kombinace z roku 1750 známá jako Legallův mat nebo Legallova léčka (1. e4 e5 2. Sc4 d6 3. Jf3 Jc6 4.Jc3 Sg4 5. Jxe5 ?! Sxd1 ?? 6. Sxf7+ Ke7 7. Jd5 mat) - jde o jedinou Legallovu dochovanou partii (Legall - St Brie, Paris, 1750).